# Piëch Automotive AG
Piëch Automotive é uma fabricante de automóveis com sede em Zurique, Suíça, fundada em agosto de 2017 por Rea Stark Rajcic e Anton “Toni” Piëch.

## História
Anton Piëch, filho de Ferdinand Piëch, antigo diretor executivo do Grupo Volkswagen e neto de Ferdinand Porsche, fundou a fabricante Suíça de carros elétricos Piëch Automotive com o designer industrial Rea Stark Rajcic.
A Piëch Automotive apresentou o seu primeiro modelo, o GT Mark Zero (ou Mk0), no Salão Automóvel de Genebra de 2019.
A peculiaridade da engenharia da Piëch Automotive's é o seu conceito modular, o que torna possível manter os componentes de software e hardware atualizados, de modo a estar a par dos desenvolvimentos e do progresso tecnológico, e assim, a cadeia cinemática é permutável, ao mesmo tempo que se mantém a estrutura e a carroçaria do veículo.
Todo o veículo foi concebido e estruturado para que haja uma produção otimizada com parceiros externos, sem integrar verticalmente quaisquer operações de produção na empresa.

## Conceito Mark Zero
O Piëch Mark Zero GT, cujos primeiros esboços remontam a 2017, foi apresentado como protótipo Salão Automóvel de Genebra, a 5 de março de 2019.

### Design
O carro é um coupé desportivo de dois lugares de estilo contemporâneo. Os primeiros modelos deverão aparecer em 2022, equipados com motores elétricos e uma bateria posicionada no túnel central, tão distante quanto o eixo traseiro, para um peso de 1.800 kg. O Mark Zero terá a capacidade de alojar cadeias cinemáticas térmicas, híbridas ou de células de combustível graças à sua plataforma modular, que, numa segunda fase, planeia-se que se use num SUV e num “sedan Piëch“ numa segunda fase.

### Motorização
O Mark Zero está equipado com três motores elétricos, um motor elétrico assíncrono de 150 kW instalado no eixo dianteiro e dois motores elétricos síncronos instalados no eixo traseiro, cada um de 150 kW, fornecendo uma potência total de 600 cavalos.
80% da sua bateria é recarregável em 4 min e 4 s num terminal rápido de 380 kW que ainda não foi disponibilizado em 2019, para um raio de 500 km.

### Receção
O design do novo protótipo recebeu avaliações essencialmente positivas. Por exemplo, Klaus Schmidt, antigo criador de carros desportivos da BMW M GmbH, descreve o design como único.